# Národní třída (film)
Snímek Národní třída (německy Nationalstraße [nacionalštʁáse]; 2019) je česko-německé koprodukční drama kombinované s černým humorem režiséra Štěpána Altrichtera. Ten se podílel na scénáři společně s Jaroslavem Rudišem, autorem stejnojmenné novelové předlohy, jíž je film volnou adaptací; vzhledem k tomu, že většina knihy je vnitřní monolog hlavního hrdiny Vandama, pro účely snímku byla posílena postava servírky Lucky a přidán narkoman zvaný Psycho. Hlavními producenty jsou Pavel Strnad a Petr Oukropec z Negativu, koproducenty pak Česká televize a němečtí 42film i Druhá německá televize. Národní třídu představili novinářům 24. září a premiérově promítali 26. září 2019.

## Výroba
Natáčení začalo v české metropoli na podzim 2018, a to především na sídlištích Opatov (Litochlebské náměstí), Háje i na Národní třídě. Film byl dokončen po polovině července následujícího roku.

## Obsazení
| Hynek Čermák       | Vandam                |
| Kateřina Janečková | servírka Lucka        |
| Jan Cina           | Psycho                |
| Václav Neužil      | Milner                |
| Martin Sobotka     | šéf                   |
| Jiří Langmajer     | Roman, Vandamův bratr |
| Bára Vozková       | Gábina, dcera Lucky   |

## Recenze
- Tomáš Stejskal, Aktuálně.cz, 25. září 2019[4]
- František Fuka, FFFilm, 25. září 2019  40 %[6]
- Věra Míšková, Právo, 26. září 2019,  60 %[7]
- Stanislav Dvořák, Novinky.cz, 26. září 2019,  55 %[8]
- Rimsy, MovieZone.cz, 26. září 2019  6/10[9]
- Mirka Spáčilová, iDNES.cz, 27. září 2019,  55 %[10]
- Marcel Kabát, Lidovky.cz, 27. září 2019[11]